# Tawangrejo (Bayat)
Tawangrejo is een bestuurslaag in het regentschap Klaten van de provincie Midden-Java, Indonesië. Tawangrejo telt 1749 inwoners (volkstelling 2010).